# Троскот Ірина Орестівна
Троскот Ірина Орестівна (15 листопада 1981, м. Івано–Франківськ) — український критик, журналістка, літературна редакторка, головна редакторка сайту «ЛітАкцент».

## Біографія
Народилася в Івано-Франківську. Закінчила Київський національний університет імені Тараса Шевченка, Інститут філології, відділення «Літературна творчість».
Працювала в низці видавництв випусковою та літературною редакторкою.
Від 2012 року — головна редакторка сайту «ЛітАкцент», спільного проєкту видавництва «Темпора» й Національного університету «Києво-Могилянська академія», ідея та початкова реалізація якого належить професору Володимиру Панченку. Ірина Троскот публікує літературно-критичні матеріали, зокрема інтерв"ю з письменниками й рецензії, а також статті на суспільно-політичні теми, зокрема для видань «Український тиждень», ТЕКСТИ, «Українська правда», ВВС.
Працювала літературною редакторкою суспільно-політичних видань «Український тиждень», ТЕКСТИ. Як літературна редакторка співпрацює з видавництвами «Темпора», «Наш формат», «Книголав», «Основи» та ін. 
У 2019 році очолювала мале київське журі BookForum Lviv, а також була експерткою Українського культурного фонду.
Розлучена, сама виховує двох синів.
Наприкінці лютого 2022 року була змушена залишити Ірпінь, у її дім влучила російська ракета. Нині тимчасово проживає в Нідерландах.

## Цитати
«Натхнення приходить із роботою, а ще — від книжок та розмов із людьми. Взагалі інші люди — невичерпне джерело натхнення».
«Критика вимагає постійного перебування в контексті всього, що відбувається в культурі».

## Вибір книг
З її «улюблених» — це весь Фаулз, Богуміл Грабал, Філіп Рот (зокрема, «Людське тавро»), Ромен Гарі «Життя попереду», Герта Мюллер «Гойдалка дихання», Джуліан Барнс «Відчуття закінчення», Салман Рушді «Опівнічні діти», Селінджер, Вулф та інші класики. Дитячу літературу, яку корисно було би почитати й дорослим. В українському перекладі радить Януша Корчака «Король Матіуш», Марію Парр «Вафельне серце», «Тоня Гліммердал», Іана Вайброу (три книги пригод про Маленького Вовчика) тощо. З української літератури — це насамперед Прохасько, Жадан, Забужко, Андрухович.